# سیلمبا

سیلمبا شهری در شهرستان دولوگو در استان بازگا در بورکینافاسوی مرکزی است و جمعیت آن ۵۷۶ نفر است.